# Hochbach
Hochbach (fränkisch: Hochba) ist ein Gemeindeteil der Stadt Burgbernheim im Landkreis Neustadt an der Aisch-Bad Windsheim (Mittelfranken, Bayern). Hochbach liegt in der Gemarkung Burgbernheim.

## Geographie
Einen Kilometer östlich des Weilers liegt der Hirschbuck (357 m ü. NHN), dahinter das Waldgebiet Löhlein. 0,5 km südlich liegt der Hochbacher Weinberg. Unmittelbar östlich entspringt der Hirschgraben, ein linker Zufluss der Ens. Eine Gemeindeverbindungsstraße führt nach Bergtshofen (1,2 km nordwestlich) bzw. nach Burgbernheim zur Kreisstraße NEA 43 (3 km südöstlich).

## Geschichte
Der Ort wurde 993 erstmals urkundlich erwähnt. Es handelt sich um eine Gründung des Bischofs Bernhard von Würzburg. Ursprünglich wurde der Ort „Hochbůch“ genannt, 1427 erstmals „Hoͤchpach“. Das Grundwort des Ortsnamens ist die Buche, das Bestimmungswort hoch ist eine Lageangabe.
Gegen Ende des 18. Jahrhunderts gehörte Hochbach zur Realgemeinde Burgbernheim. In Hochbach gab es 5 Anwesen (4 Höfe, 1 Gut). Das Hochgericht und die Grundherrschaft über alle Anwesen übte das brandenburg-bayreuthische Schultheißenamt Burgbernheim aus.
Von 1797 bis 1810 unterstand der Ort dem Justizamt Külsheim und Kammeramt Ipsheim. Im Rahmen des Gemeindeedikts wurde Hochbach dem 1811 gebildeten Steuerdistrikt Burgbernheim und der 1813 gebildeten Munizipalgemeinde Burgbernheim zugeordnet.

### Ehemalige Baudenkmäler
- Haus Nr. 2: stattliches, eingeschossiges Wohnstallhaus in verputztem Fachwerk; im Giebel Haustafel, aus der hervorgeht, dass Georg Leonhardt Seufferlein, Bürger und Sailer dahier das Haus 1816 erbaut hat; Maurermeister war Johann Georg Weinberger[11]
- Haus Nr. 3: Gasthaus; erdgeschossiger Massivbau der ersten Hälfte des 19. Jahrhunderts, mit Giebelfachwerk und Mansarddach[11]

### Einwohnerentwicklung
| Jahr      | 001818 | 001840 | 001861 | 001871 | 001885 | 001900 | 001925 | 001950 | 001961 | 001970 | 001987 |
| Einwohner | 41     | 49     | 65     | 70     | 66     | 68     | 66     | 71     | 44     | 39     | 33     |
| Häuser    | 8      | 9      |        |        | 9      | 9      | 9      | 9      | 9      |        | 9      |
| Quelle    | [ 13 ] | [ 14 ] | [ 15 ] | [ 16 ] | [ 17 ] | [ 18 ] | [ 19 ] | [ 20 ] | [ 21 ] | [ 22 ] | [ 1 ]  |

## Religion
Der Ort ist seit der Reformation evangelisch-lutherisch geprägt und bis heute nach St. Johannis (Burgbernheim) gepfarrt. Die Katholiken sind nach St. Bonifaz (Bad Windsheim) gepfarrt.